# عبد العزيز الرزقان
عبد العزيز الرزقان لاعب كرة قدم سعودي.
هو عبد العزيز محمد الرزقان مواليد عام 1386 هـ، في مدينة الرياض عاصمة المملكة العربية السعودية، لاعب سابق في نادي الشباب والمنتخب السعودي
من ألقابه التي اشتهر بها أبو الحطات ، وذلك بسبب تمريراته وأهدافه المركزة والحاسمة.

## مسيرته الكروية
بدأ الرزقان مسيرته الكروية عام 1983 مع نادي الشباب حتى عام 1418هـ، وقدم مع الشباب سنوات متميزة توجها بالكثير من الألقاب والبطولات، وكان أحد أبرز نجوم الجيل الذهبي بالنادي.
تميز الرزقان كثيراً عن بقية لاعبي خط الوسط بالمملكة بتمريراته المتقنة، حتى أطلقت عليه إحدى الصحف لقب (أبو الحطات). مثل المنتخب السعودي منذ عام 88م وشارك في كثير من المناسبات وأبرزها كاس العرب 92 وكأس القارات 92م.
دخل في خلاف عام 1418هـ مع إدارة ناديه، وفضل الانتقال إلى نادي الهلال وبعدما اتفق مع مسؤولي الهلال، تنازل عن حقوقه ومستحقاته لدى نادي الشباب حتى يتم اسقاط اسمه من كشوفات النادي والاتنتقال للهلال.
ولكن بعدما حصل على مخالصة نهائية، رفض نادي الهلال تسجيله، ووصف الرزقان في تصريحات فضائية بعد سنوات طويلة، تلك الحادثة بالمؤامرة بين إدارتي الشباب والهلال، مبدياً حزنه على عدم تقدير السنوات الطويلة التي قضاها في خدمة الكرة السعودية.

## مشاركاته وإنجازاته الدولية
- تصفيات كأس آسيا للناشئين عام 1985 في الرياض
- حصوله على كأس آسيا للناشئين 1985 في الدوحة
- شارك في نهائيات كأس العالم للناشئين في الصين
- أختير من ضمن أفضل أحد عشر لاعبا ناشئاً في العالم
- شارك في نهائيات كأس العالم للشباب في موسكو عام 1985
- ساهم مع منتخبه في الحصول على كأس فلسطين عام 1985
- شارك في تصفيات كأس آسيا للشباب في الطائف عام 1987
- حصل على كأس آسيا للشباب في الرياض عام 1987
- شارك في نهائيات كأس العالم في تشيلي عام 1987
- شارك مع منتخب المدارس في تونس عام 1987
- في عام 1988 أنضم للمنتخب الأول
- شارك في بطولة العرب في سوريا عام 1992
- شارك في بطولة القارات الأولى في الرياض عام 1992
- شارك في بطولة الخليج في قطر عام 1992

## مشاركاته مع ناديه
- شارك مع الفريق في تحقيق بطولة كأس الاتحاد عام 1987 أمام الاتحاد.
- شارك في تحقيق بطولة دوري خادم الحرمين الشريفين (الدوري السعودي) عام 1411 هـ
- شارك في تحقيق بطولة دوري خادم الحرمين الشريفين (الدوري السعودي) عام 1412 هـ
- شارك في تحقيق بطولة دوري خادم الحرمين الشريفين (الدوري السعودي) عام 1413 هـ
- شارك في تحقيق بطولة كأس ولي العهد عام 1412 هـ من أمام الاتحاد.
- شارك في الحصول على بطولة ولي العهد عام 1415 هـ.
- شارك في الحصول على بطولة الأندية الخليجية في الرياض عام 1992
- شارك في الحصول على بطولة كأس الأندية العربية في الدوحة عام 1992
- شارك في الحصول على بطولة الأندية الخليجية في الكويت عام 1994.
- ساهم في الحصول على بطولة النخبة في الرياض عام 1994 .